# Овнатанян, Акоп Мкртумович
Акоп Мкртумович Овнатанян (Яков Никитич Авнатамов) младший (арм. Հակոբ Մկրտումի Հովնաթանյան, 10 января 1806[…], Тифлис, Российская империя — 1881[…], Тегеран) — армянский, русский, иранский художник-портретист.
Открыл новую страницу в многовековой истории армянского искусства. Являлся самой яркой фигурой из среды тифлисских художников XIX века. Он принадлежал ремесленной династии Нагашей, расписывавших храмы и писавших миниатюры. Акоп Овнатанян стал одним из первых мастеров станкового светского портрета, писал в технике масляной живописи, соединяя реалистическую манеру с утончённостью, свойственной армянской миниатюре.

## Биография
Он был одним из первых армянских художников, который в своих картинах не охватывал религиозные темы, бывшие основными в армянском изобразительном искусстве на протяжении долгих лет.
Акоп Овнатанян оставил после себя большое число портретов своих современников. Он был одним из  основателей армянского портретного искусства.
Акоп Овнатанян родился в Тифлисе, получил своё образование от своего отца Мкртума Овнатаняна, который был церковным художником. Когда ему было 23 года, он уехал в Петербург (Россия) с целью поступить в Императорскую Академию Художеств. Но его не приняли из-за возраста.
Акоп Овнатанян был очень популярен в Тифлисе как портретист. Но вскоре из-за обилия появившихся фотографий он перестал пользоваться популярностью. Это вынудило его переехать в 1870-х годах в Иран, где он и скончался в 1881 году.
Работы Овтаняна были открыты заново после его смерти в 1920 году при активном участии Рубена Дрампяна. В числе его шедевров такие работы как портреты Натали Теумян, Гурбенковой, Карадьяна, Аствацатура Саркисяна и католикоса Нерсеса Аштаракеци. Известно свыше 50 портретов художника. В настоящее время работы Овтаняна имеются в коллекциях музеев — Картинная галерея Армении, Музей искусства народов Востока (Москва), Музей искусств Грузии (Тбилиси).

## Память
- В 1967 году Сергей Параджанов снял фильм «Акоп Овнатанян».
- На Меркурии в честь Акопа Овнатаняна назван кратер.

## Галерея

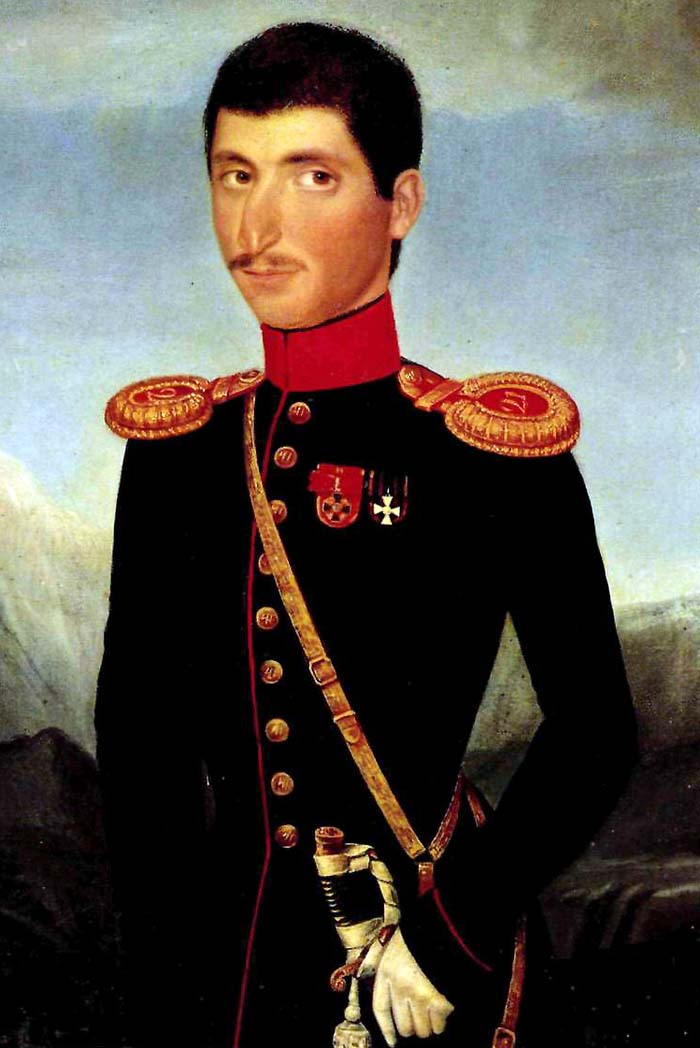
М.Б. Бучкиев (капитан Алшеронского пехотного полка, 1854)
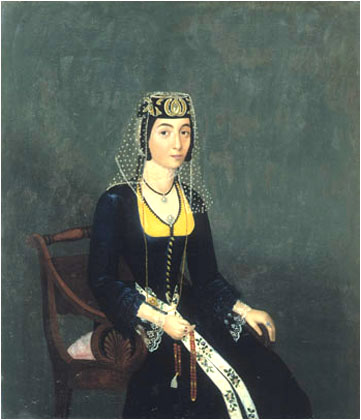
Портрет. Середина 19 в.
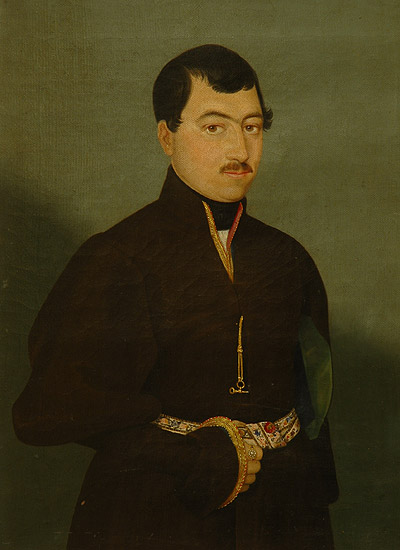
Портрет Карадьяна (1830)
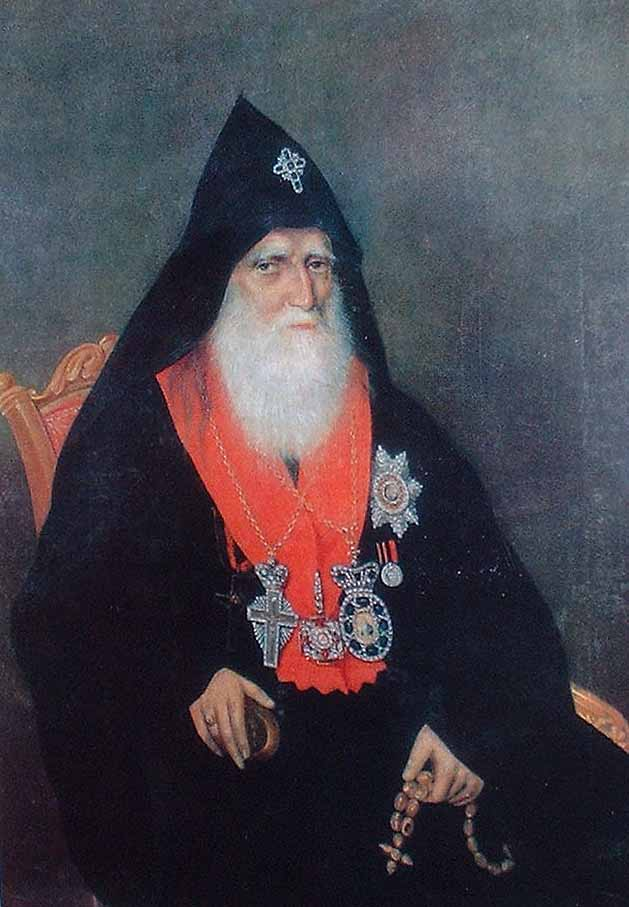
Портрет католикоса Нерсеса Аштаракеци
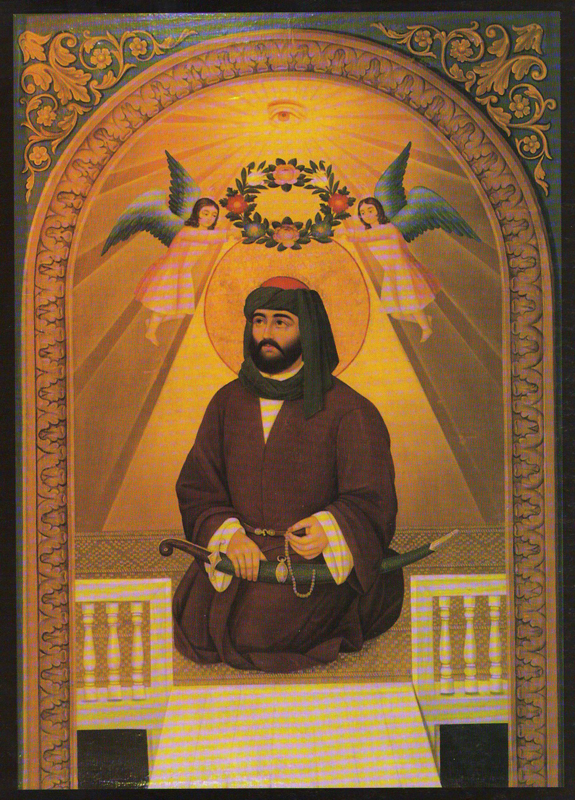
Портрет праведного халифа Али
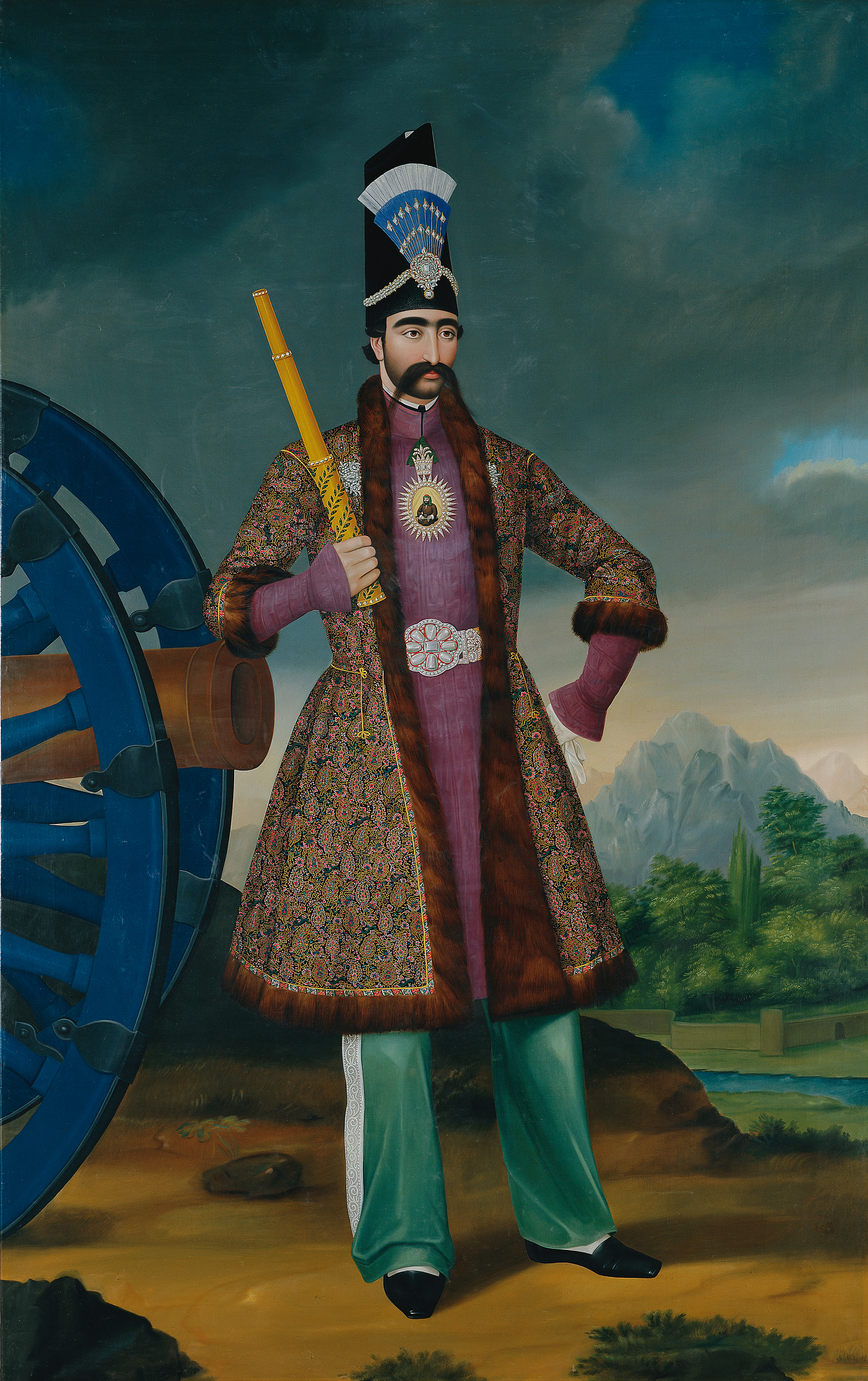
Портрет персидского Насер ад-Дин Шаха